# Ischyroptera
Ischyroptera is een vliegengeslacht uit de familie van de zweefvliegen (Syrphidae).

## Soorten
- I. bipilosa Pokorny, 1887